# Empoasca madra
Empoasca madra är en insektsart som beskrevs av Davidson och Delong 1939. Empoasca madra ingår i släktet Empoasca och familjen dvärgstritar. Inga underarter finns listade i Catalogue of Life.